# Tiago Guedes (coreógrafo)
Tiago Guedes (Minde, 1978) é programador cultural e ex-diretor do Teatro Municipal do Porto - Rivoli e Campo Alegre, DDD - Festival Dias da Dança e CAMPUS Paulo Cunha e Silva .

## Carreira
Estudou música e dança durante dez anos, no Centro de Artes e Ofícios Roque Gameiro em Minde, freguesia do concelho de Alcanena e licenciou-se em dança, no Instituto Politécnico de Lisboa, na Escola Superior da Dança de Lisboa.
Iniciou-se como profissional junto do bailarino João Fiadeiro, da companhia RE.AL. Foi intérprete de Em Caso de Acidente, no Teatro Maria Matos (2001), criação vencedora do Concurso de Jovens Criadores Imediatos, do Festival Danças na Cidade. Em 2002, Um Solo, vence a Bienal de Jovens Criadores da Europa e do Mediterrâneo. Seguiu-se Um espectáculo com estreia marcada (CCB, 2002) e Materiais Diversos, apresentado em Lille, capital europeia da Cultura em 2003, vencedora do concurso Jovens Criadores do Clube Português de Artes e Ideias, em 2004. Em 2008 apresentou-se no Théâtre Le Vivat ( onde foi coreografo residente durante três temporadas ) e na Culturgest, com Coisas Maravilhosas.
Foi fundador e director-artístico da Associação Cultural Materiais Diversos e do Festival Materiais Diversos. Dirige o Cine-Teatro São Pedro em Alcanena e o Teatro Virginia em Torres Novas. Em 2014 vence por concurso público e assume a direção do Teatro Municipal do Porto que integra o Teatro Campo Alegre e Teatro Rivoli.
Tem leccionado no Instituto Politécnico do Porto / Escola Superior de Artes do Espetáculo e na Universidade Lusófona do Porto.
É regularmente convidado como curador de focos de artes performativas em França e em Portugal. 
Em 2021 recebeu a ordem de Cavaleiro das Artes e das Letras atribuída pelo Governo Francês.